# Tibia (jeu vidéo)
Pour les articles homonymes, voir Tibia (homonymie).
Tibia est un jeu de rôle en ligne massivement multijoueur.

## Développement
Initialement, le jeu a été lancé par trois Allemands étudiants en sciences à l'université des sciences informatiques de Regensburg en 1997. Il contenait nombre d'éléments graphiques empruntés au jeu mythique qu'était Ultima VI et reposait pour beaucoup sur le volontariat des joueurs pour la création d'éléments graphiques et de nouveaux concepts. Lorsque les trois étudiants ont terminé leur cursus universitaire, ils ont fait le pari de rendre le jeu partiellement commercial et de créer une entreprise pour en vivre.
Les changements se sont faits au fur et à mesure de l'évolution du jeu, au fil des nombreuses années d'existence. Bien que l'aspect bi-dimensionnel en fausse 3D isométrique et l'absence d'effets sonores soient tombés en désuétude, cela ne semble pas avoir d'impact sur la progression régulière du nombre de joueurs, ni sur la qualité de jeu ressentie par ces derniers. On peut attribuer ce succès notamment au fait que ce jeu est léger, ne requiert que peu de ressources matérielles, et surtout qu'il est en partie gratuit. Cette politique commerciale s'oppose très clairement aux nouveaux jeux qu'on peut acheter dans les magasins spécialisés et qui n'offrent une période d'essai que très limitée.

## Concept
Tibia est un free-to-play. Cependant, l'acquittement d'un abonnement mensuel permet au joueur de transformer son compte de joueur en compte premium, débloquant l'accès à de nouvelles fonctionnalités et zones de jeu. Ces joueurs obtiennent également la priorité à la connexion et pourront jouer même dans les moments où les serveurs sont surchargés. Les serveurs sont actuellement situés en Allemagne et aux États-Unis.
Les joueurs passent la majorité de leur temps à améliorer les niveaux des compétences de leur(s) personnage(s), ou à chasser une large population de monstres, avec nombre d'armes différentes ou à l'aide de sorts magiques, parcourant le vaste continent à la recherche de trésors et d'aventures. Ils interagissent avec les autres joueurs de plusieurs façons :  la discussion (aspect fortement mis en valeur dans ce jeu), l'échange ou la vente d'objets, ou le regroupement pour aller chasser des ennemis plus forts ou plus nombreux. Dans la plupart des serveurs, les joueurs on la possibilité de s'attaquer et de s'entretuer, en dépit d'un système de réputation qui permet de garder les actions hostiles sous contrôle. 

Néanmoins, certains serveurs ont banni le combat entre joueurs (player versus player - PvP), tandis que d'autres n'ont aucune restriction dans ce domaine, et vont parfois jusqu'à l'encourager.
Après avoir appris les bases du jeu sur une île d'introduction réservée aux nouveaux joueurs (Rookgaard), les joueurs peuvent quitter cette île et choisir leur profession. On retrouve les 4 professions classiques des jeux de rôle : le chevalier (combattant rapproché, forte constitution), le paladin (ici il s'agit d'un archer, la traduction est mauvaise), le druide (mage en rapport avec la nature, spécialisé dans le soin et le support d'autres joueurs), le sorcier (mage qui utilise des sorts offensifs).
Les monstres que les joueurs rencontreront iront des plus pacifiques chiens et cerfs, aux dangereux démons, passant par les rats facile à éliminer, les dangereux orcs ou les féroces dragons.

## Mises à jour
Tibia a deux mises à jour par an, en été et en hiver. Le continent grandit d'une manière régulière. À partir du mois d'avril 2011, CipSoft permet aux joueurs un accès direct aux jeux sur le site. Ainsi Tibia devient un "Browser-MMORPG". Le logiciel à télécharger restera encore disponible pour quelques mois, pour être ensuite remplacée par une version flash, permettant aux joueurs de pouvoir jouer à Tibia sur leur navigateur. Le 19 avril 2016, le client de Tibia redevient disponible au téléchargement, en tant que successeur à la version flash, plus disponible à partir du même jour. 
- (en) Tibia.com, le site officiel du jeu (anglais)
- (en)  L'entrée Tibia sur l'Open Directory Project
- (en) « TibiaWiki »(Archive.org • Wikiwix • Archive.is • Google • Que faire ?)